# Helicoverpa afra
Helicoverpa afra là một loài bướm đêm trong họ Noctuidae.